# Manuel Arellano
Manuel Arellano (Elda, Espanha, 19 de junho de 1957) é um dos economistas espanhóis vivos mais importantes. Leciona na Universidade de Madrid desde 1991.

## Biografia
Estudou Ciências Econômicas na Universidade de Barcelona.